# Chardine Sloof
Chardine Sloof, född 19 juli 1992 i Waddinxveen i Nederländerna, är en svensk-nederländsk skidskytt. Som tävlande för Nederländerna blev hon juniorvärldsmästare två gånger men i april 2015 valde hon att istället börja tävla för Sverige. Sloof har sedan hon var sex år varit bosatt i Torsby och på klubbsidan tävlar hon för SK Bore.
I december 2016 gjorde Chardine Sloof sin första världscuptävling för Sverige och den 6 januari 2017 tog hon sina första världscuppoäng i och med 10:e platsen i damernas sprint i Oberhof.
Den 20 januari 2020 meddelade hon att hon avslutar skidskyttekarriären efter säsongen 2019–2020.